# روث أوبراين
روث آن أوبراين هي مؤلفة ومحررة أمريكية اشتهرت بكتاباتها في مجال دراسات الإعاقة. وهي أستاذة في جامعة مدينة نيويورك.

## التعليم والمهنة
وُلِدت أوبراين في سبوكين بواشنطن ونشأت في كاليفورنيا. في عام 1977 أصبحت صفحة في مجلس النواب الأمريكي بعد أن رشحها النائب ويليام م. كيتشوم. وحصلت على درجة البكالوريوس من كلية كليرمونت للرجال (كلية كليرمونت ماكينا حاليًا) كجزء من أول مجموعة من النساء اللاتي التحقن ودكتوراه في العلوم السياسية من جامعة كاليفورنيا بلوس أنجلوس (1991). ثم وبعد حصولها على درجة الدكتوراه قامت أوبراين بالتدريس في جامعة دنفر قبل أن تنتقل إلى كلية جون جاي للعدالة الجنائية في جامعة مدينة نيويورك في عام 1993. وفي عام 2003 أصبحت مسؤولة تنفيذية لبرنامج الدكتوراه/الماجستير. أ. برنامج في العلوم السياسية في مركز الدراسات العليا بجامعة مدينة نيويورك. واعتبارًا من عام 2024 أصبحت أوبراين أستاذ في جامعة مدينة نيويورك.
تشتهر أوبراين بكتاباتها ومناقشاتها حول قانون الأمريكيين ذوي الإعاقة لعام 1990 وتأثيراته على مكان العمل. وكتابها "العدالة المشوهة" أول تاريخ مكتوب لقانون الأمريكيين ذوي الإعاقة وقد راجعه ليونارد كريجل وآخرون. في كتابها "أجساد متمردة" قامت بدراسة الإعاقة في مكان العمل وقاموا بمراجعة هذا الكتاب في مجلة لو آند سوسيتي رفيو في عام 2008. وقد نشرت أيضًا عن رئاسة باراك أوباما.

## منشورات مختارة
- أوبراين، روث (1998). مفارقة العمال: الأصول الجمهورية لسياسة العمل في الصفقة الجديدة، 1886-1935. تشابل هيل: مطبعة جامعة كارولينا الشمالية. ISBN:0-8078-6695-4. OCLC:45843939. مؤرشف من الأصل في 2022-05-24.
- أوبراين، روث (2001). العدالة المعطلة: تاريخ سياسة الإعاقة الحديثة في مكان العمل. شيكاغو. ISBN:9780226616605.{{استشهاد بكتاب}}:  صيانة الاستشهاد: مكان بدون ناشر (link)
- أوبراين، روث (2003). "من نظرة الطبيب إلى نظرة القاضي: المجتمعات المعرفية وتاريخ سياسة حقوق الأشخاص ذوي الإعاقة في مكان العمل". بوليتي. ج. 35 ع. 3: 325–346. DOI:10.1086/POLv35n3ms3235522. ISSN:0032-3497. JSTOR:3235522. S2CID:158038229. مؤرشف من الأصل في 2022-03-06.
- أوبراين، روث (2005). الأجساد المتمردة: الجنس والإعاقة وأخلاقيات الرعاية في مكان العمل. نيويورك: روتليدج. ISBN:978-1-135-39324-3. OCLC:846494690.
- أوبراين، روث (2013). من بين العديدين واحد: أوباما والتقاليد السياسية الأميركية الثالثة. مقدمة بقلم توماس بيرن إدسال. شيكاغو. ISBN:978-0-226-04159-9. OCLC:809911073.{{استشهاد بكتاب}}:  صيانة الاستشهاد: مكان بدون ناشر (link)
- أوبراين، روث (1 يناير 2005). "أصوات أخرى في مكان العمل: النوع الاجتماعي والإعاقة وأخلاقيات الرعاية البديلة". علامات: مجلة المرأة في الثقافة والمجتمع. ج. 30 ع. 2: 1529–1555. DOI:10.1086/423350. ISSN:0097-9740. S2CID:145655270. مؤرشف من الأصل في 2023-03-10.